# ويليام س. ك. إروين
ويليام س. ك. إروين (بالإنجليزية: William C. K. Irwin)‏ هو موزع وكاتب أغاني وعازف بيانو وملحن أمريكي، ولد في 3 يناير 1907، وتوفي في 23 أكتوبر 1998.

## وصلات خارجية
- ويليام س. ك. إروين على موقع قاعدة بيانات برودواي على الإنترنت (الإنجليزية)
- ويليام س. ك. إروين على موقع قاعدة بيانات برودواي على الإنترنت (الإنجليزية)